# Змія (срібна монета)
«Змія́» — пам'ятна монета номіналом 5 гривень зі срібла, випущена Національним банком України. Присвячена втіленню змії на пам'ятках культур різних епох, що існували на території України.
Монету введено в обіг 25 травня 2017 року. Вона належить до серії «Фауна в пам'ятках культури України».

## Опис монети та характеристики
| Номінал грн. | Метал            | Маса, г       | Діаметр, мм | Якість виготовлення       | Гурт                           | Тираж, штук |
| ------------ | ---------------- | ------------- | ----------- | ------------------------- | ------------------------------ | ----------- |
| 5            | срібло 925 проби | 15,55 / 16,81 | 33,0        | спеціальний анциркулейтед | гладкий із заглибленим написом | 4 000       |

### Аверс
На аверсі монети розміщено: угорі малий Державний Герб України, напис «УКРАЇНА», рік карбування монети «2017» та номінал «5/ГРИВЕНЬ»; у центрі — позолочений (елемент оздоблення: локальна позолота, вміст золота в чистоті не менше ніж 0,0003 г) перстень у вигляді змії (ІІ — ІІІ ст. н. е.), із античного міста Тіра (зараз — Білгород-Дністровський), праворуч зображено змійовик (ХІІ ст.) — нашийний двосторонній медальйон (дуже популярний на Русі різновид оберега із зображеннями християнського сюжету з одного боку та голови Медузи Горгони зі зміями — з іншого).

### Реверс
На реверсі монети зображено змію на тлі декору із трипільської кераміки у вигляді змій. Унизу на тлі малюнка розміщено вертикальний напис «ЗМІЯ».

## Автори

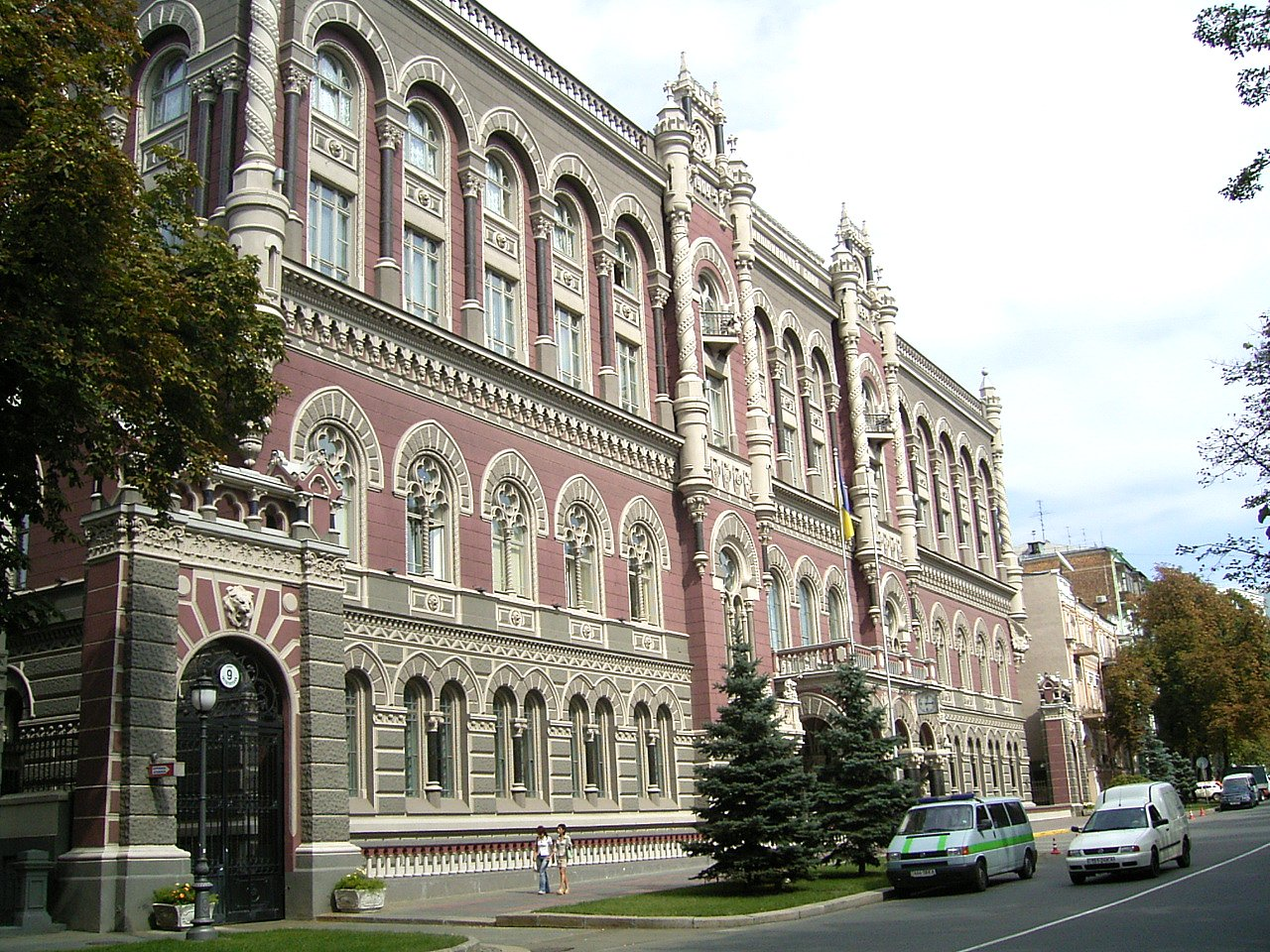
Будівля Національного банку України

- Художники: Таран Володимир, Харук Олександр, Харук Сергій.
- Скульптори: Дем'яненко Володимир, Демяненко Анатолій.

## Вартість монети
Під час введення монети в обіг 2017 року, Національний банк України реалізовував монету через свої філії за ціною 559 гривень.
Фактична приблизна вартість монети, з роками змінювалася так:
| Рік        | 2018 | 2019 | 2020 | 2021  | 2022  | 2023  | 2024  | 2025  |
| ---------- | ---- | ---- | ---- | ----- | ----- | ----- | ----- | ----- |
| Ціна, грн. | 680  | 670  | 690  | 1 200 | 1 230 | 1 700 | 4 000 | 3 900 |